# Nickelodeon Kids’ Choice Awards 1988
1. gala Nickelodeon Kids’ Choice Awards odbyła się w roku 1988. Prowadzącymi galę byli Tony Danza, Debbie Gibson, Brian Robbins i Dan Schneider.

## Prowadzący
- Tony Danza
- Debbie Gibson
- Brian Robbins
- Dan Schneider

## Zwycięzcy i nominacje

### Najlepszy aktor filmowy
- Eddie Murphy (zwycięstwo)
- Arnold Schwarzenegger
- Patrick Swayze

### Najlepsza aktorka filmowa
- Whoopi Goldberg (zwycięstwo)
- Shelley Long
- Elisabeth Shue

### Najlepszy film
- Gliniarz z Beverly Hills II (zwycięstwo)
- Zwariowana noc
- La Bamba

### Najlepsza piosenkarka
- Madonna (zwycięstwo)
- Janet Jackson
- Lee Aaron

### Najlepsza kreskówka
- Alvin i wiewiórki (zwycięstwo)
- Smerfy
- Kacze opowieści

### Najlepsza piosenka
- La Bamba (Los Lobos)